# Munna arnholdi
Munna arnholdi là một loài chân đều trong họ Munnidae. Loài này được Gurjanova miêu tả khoa học năm 1933.